# نهر روس
نهر روس (كوينزلاند) Ross River

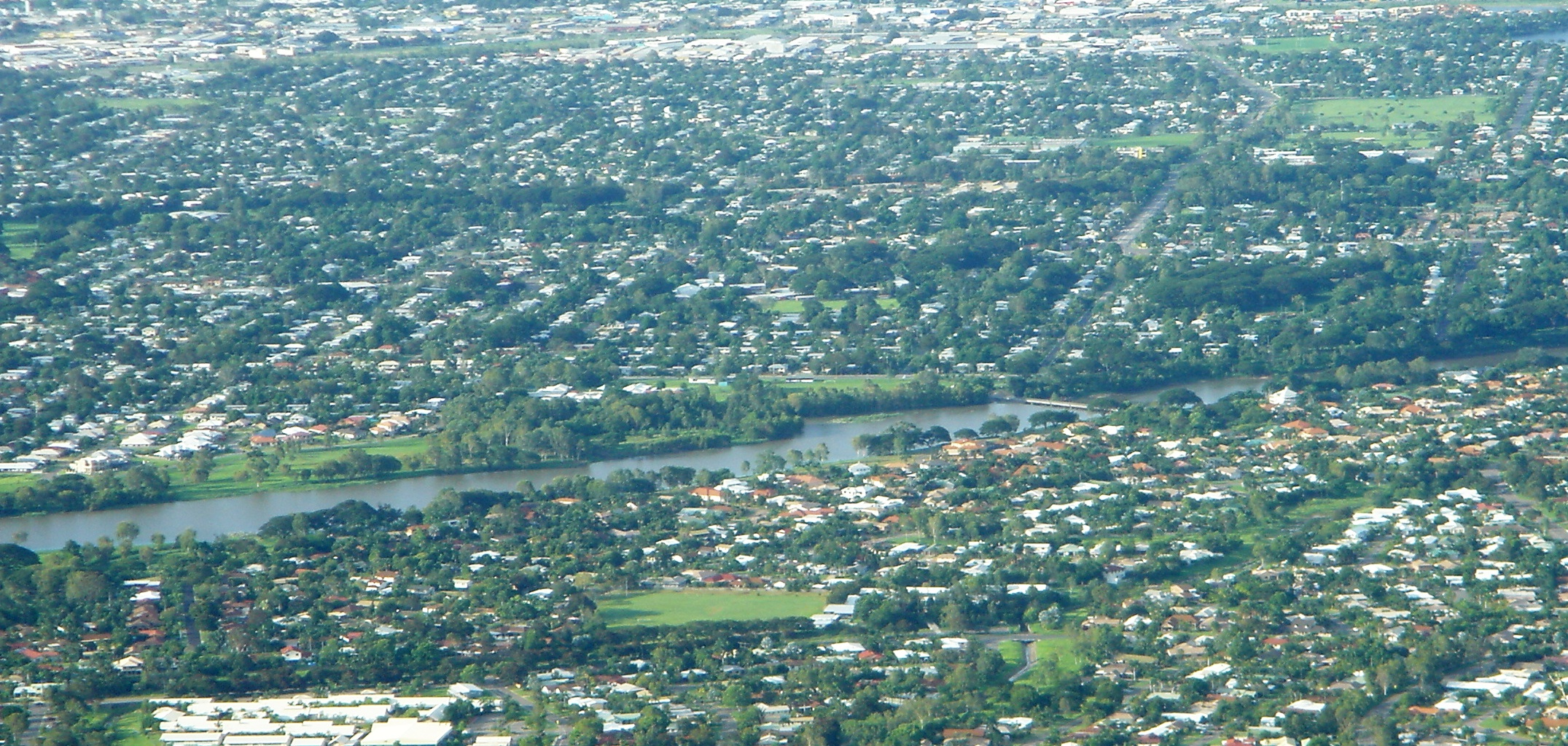
نهر روس عبر ضواحي تاونسفيل

هو نهر يقع بمقاطعة كوينزلاند الشمالية، أستراليا، ينبع من بحيرة روس ويسير عبر مدينة تاونسفيل، قاطعاً السهل الساحلي إلى خليج كورال (الخليج المرجاني) في المحيط الهادئ، وهو أضخم ممر مائي يمر عبر مدينة تاونسفيل وهو المصدر الرئييسي للشرب في المدينة.